# La Celle-en-Morvan
La Celle-en-Morvan är en kommun i departementet Saône-et-Loire i regionen Bourgogne-Franche-Comté i östra Frankrike. Kommunen ligger i kantonen Lucenay-l'Évêque som tillhör arrondissementet Autun. År 2022 hade La Celle-en-Morvan 461 invånare.

## Befolkningsutveckling
Antalet invånare i kommunen La Celle-en-Morvan
| Referens: INSEE |